# Ovarite
Ovarite ou ooforite é a inflamação do ovário. As ovarites são muito raras e, geralmente, ocorrem em consequência do comprometimento da tuba adjacente (salpingite).
Geralmente, são causadas  por estreptococos, estafilococos, bacilos dos grupo coli e os gonococos. A ooforite também pode ser causada pelos virus da família Paramyxoviridae, que causa a caxumba.
A estrutura do ovário é uma das mais resistentes e, dada sua localização de difícil acesso aos germes patogênicos, torna-se raro o aparecimento de uma inflamação. 
A endometriose, que é a presença de glândulas ou estiomas de endomêtrio em lugares estranhos, atinge com freqüência o ovário, o que o torna suscetível a inflamações.